# Hippomane mancinella
El árbol de la muerte, manzanilla de la muerte o manzanillo de playa (Hippomane mancinella) es una especie del género Hippomane. Es un árbol de la familia de las euforbiáceas, nativo de Mesoamérica y las islas del Mar Caribe. Como muchas otras euforbiáceas, es poderosamente tóxica, y su fruta (similar a la manzana, y de agradable aroma) puede resultar mortal para los seres humanos.

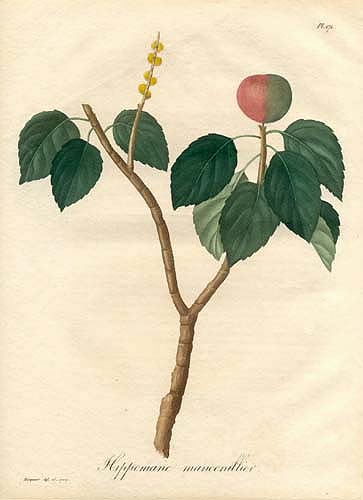
Ilustración.

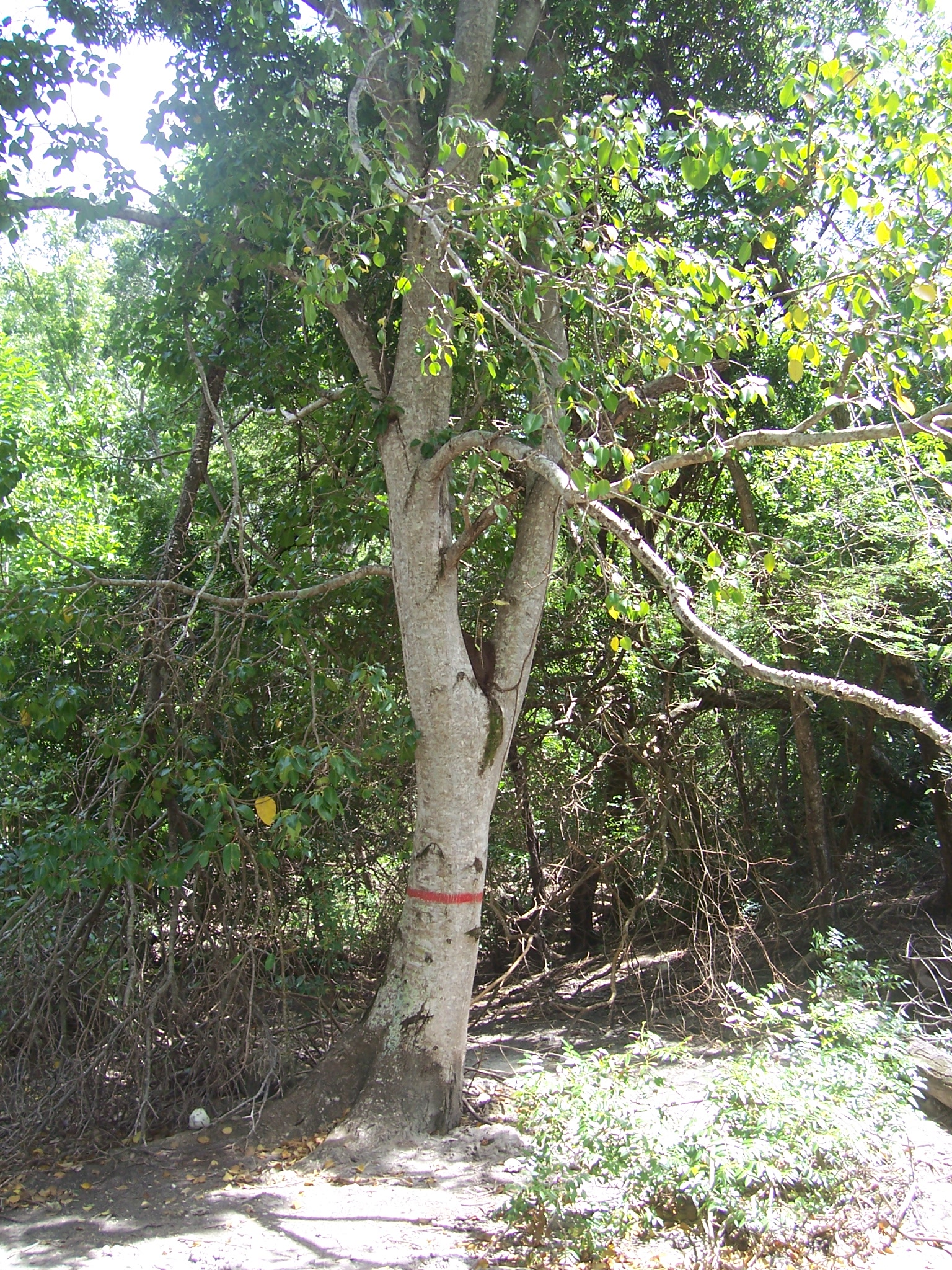
Vista del árbol.

## Características
La manzanilla de la muerte es un árbol de buen porte; puede alcanzar los 20 m de altura si su fuste crece de forma recta, pero por su distribución costera no es raro que se desplome durante su crecimiento, al no poder el suelo arenoso y mojado retener su peso, y que adopte luego una forma casi rastrera y sumamente tortuosa. El tronco y las numerosas ramas están cubiertos de una corteza gruesa y quebrada, de color gris. La copa es amplia y globosa.
Las hojas son simples, alternas, de forma elíptica, coriáceas, con prominentes nervaduras de color amarillo y el pecíolo largo. Es perennifolio, aunque pierde parte de su copa durante la temporada más seca, entre diciembre y enero. A comienzos de la temporada de lluvias produce inflorescencias en espigas axilares de hasta 7 cm de largo; la inflorescencia contiene una o dos flores femeninas rudimentarias, de unos 3 mm de diámetro, reducidas a un ovario bulboso y un estigma de forma estrellada, colocadas en posición basal, y flores masculinas más pequeñas, dotadas de numerosas anteras amarillas, a lo largo del resto. Las flores aparecen constantemente a lo largo del año, aunque su mayor número se presenta en marzo. La polinización es entomófila.
Fructifica produciendo un pomo de forma globosa, de unos 4 cm de diámetro, muy fragante, cubierto de una piel glauca y brillante, que contiene varias semillas redondeadas de color pardo. Todas las partes del árbol
, corteza, hojas, flores y frutos, dejan manar al romperse un látex blanquecino y poderosamente irritante. Su contacto con la piel provoca irritaciones, quemaduras, ampollas e inflamación, pudiendo ocasionar ceguera en contacto con los ojos o la muerte de ser ingerido.

## Hábitat y distribución
La manzanilla de la muerte crece en regiones costeras, sobre suelos arenosos de alta concentración salina. Se extiende desde Florida hasta Venezuela. Abunda en varias islas del mar Caribe, entre ellas la Isla de Margarita en Venezuela.

## Toxinas
La planta es rica en ésteres de forbol, sapogeninas y furocoumarinas, por lo que es severamente tóxica e irritante para los humanos y posiblemente para todos los mamíferos, aunque algunos reptiles se alimentan de sus frutos y se alojan en su copa.
El contacto con la savia produce una violenta sensación de ardor, inflama los tejidos y provoca ampollas y erupciones en la epidermis. En las mucosas, la sensación es aún más agresiva, y es particularmente peligrosa en el tracto digestivo. La causticidad es tan elevada que consume con facilidad la tela de algodón y otros materiales ligeros.
Pararse debajo del árbol durante la lluvia causará ampollas en la piel por el mero contacto con este líquido: incluso una pequeña gota de lluvia con la sustancia lechosa hará que la piel se ampolle. También se sabe que la savia daña la pintura de los automóviles. El contacto con su savia lechosa (látex) produce dermatitis ampollosa, queratoconjuntivitis aguda y posiblemente grandes defectos del epitelio corneal. 
El humo producido por la quema de hojas y madera es igualmente irritante. Sin embargo, la madera es dura y de muy buena calidad, y muy apreciada, aunque debe someterse a un largo y complejo proceso de secado al fuego antes de poder cortarse.
El polen que emite esta planta es altamente alergénico y puede desatar severas reacciones en personas sensibles.

## Taxonomía
Hippomane mancinella fue descrita por Carlos Linneo y publicado en Species Plantarum 2: 1191. 1753.

## Sinonimia
- Hippomane dioica Rottb.
- Mancinella venenata Tussac[4]